# Tönning
Město Tönning (dánsky Tønning, frísky Taning) je lázeňské město s cca 5000 obyvateli v Severním Frísku, Šlesvicko-Holštýnsko, (Německo). Leží na řece Eider, poblíž jejího ústí do Severního moře u protipovodňové hráze, která dává městu možnost malého rybářského a sportovního přístavu. K Tönning náleží části Kating, Olversum a Velký (Groß) Olversum.